# Karatuzskoe
Karatuzskoe (in russo Каратузское?) è un villaggio della Russia asiatica, situato nel Territorio di Krasnojarsk. È il centro amministrativo del distretto Karatuzskij.
Si trova sulle rive del fiume Karatuz (affluente dell'Amyl), 100 km a sud-est della stazione ferroviaria di Minusinsk.